# Yaesu VX-6
Yaesu VX-6 – przenośny transceiver amatorski produkowany przez firmę Yaesu, pracujący w pasmach VHF i UHF, z dodatkową możliwością odbioru sygnałów krótkofalowych (HF). Urządzenie charakteryzuje się kompaktową budową, wodoodpornością oraz szerokim zakresem częstotliwości odbiorczych.

## Charakterystyka
Yaesu VX-6 to kompaktowa i wytrzymała radiostacja ręczna przeznaczona dla krótkofalowców. Urządzenie oferuje moc nadawania do 5 W i obsługuje pasma 144 MHz, 430 MHz oraz 1,25 m (220 MHz) (w wersjach USA). Model ten wyposażony jest w szerokopasmowy odbiornik, umożliwiający nasłuch sygnałów w zakresie od 0,5 MHz do 998,99 MHz.
Odporność na wodę i kurz spełnia normę IPX7, co oznacza możliwość zanurzenia w wodzie do głębokości 1 metra przez 30 minut. Dzięki temu VX-6 jest popularny wśród radiooperatorów pracujących w trudnych warunkach atmosferycznych oraz entuzjastów aktywności outdoorowych.

## Najważniejsze funkcje
- Obsługiwane pasma: 144 MHz, 430 MHz (oraz 220 MHz w wersji USA)
- Moc wyjściowa: 5 W (VHF/UHF), 1,5 W (220 MHz)[1]
- Odporność na wodę: Norma IPX7 – pełna wodoodporność do 1 m głębokości przez 30 minut[1]
- Szerokopasmowy odbiornik: Zakres odbioru od 0,5 MHz do 998,99 MHz[1]
- Odbiór AM/FM: Możliwość odbioru stacji radiowych w modulacji AM i FM
- Wbudowany odbiornik lotniczy: Pasmo lotnicze AM
- Obsługa CTCSS i DCS: Kodowanie i dekodowanie subtonów dla lepszej selektywności łączności
- Wbudowana latarka LED: Dodatkowe źródło światła w sytuacjach awaryjnych
- Tłumienie szumów i blokada squelch: Regulacja poziomu blokady szumów
- Zasilanie: Akumulator litowo-jonowy FNB-80LI (7,4 V, 1400 mAh)[1]

## Wytrzymałość i zastosowanie
VX-6 został zaprojektowany do pracy w trudnych warunkach, co czyni go popularnym wśród:
- krótkofalowców uczestniczących w ekspedycjach terenowych,
- osób zajmujących się łącznością awaryjną i preppersów,
- ratowników i służb wykorzystujących łączność amatorską,
- pasjonatów survivalu i turystyki ekstremalnej.

Model ten jest również ceniony przez użytkowników systemów APRS oraz repeaterów górskich, gdzie jego wodoodporność i solidna konstrukcja są kluczowymi zaletami.

## Porównanie z innymi modelami
VX-6 jest następcą modelu Yaesu VX-5, a jego ulepszona wersja to Yaesu VX-7, oferująca większą odporność i rozbudowane funkcje. W porównaniu do Yaesu FT-60, VX-6 wyróżnia się wodoodpornością i szerszym zakresem odbioru, podczas gdy FT-60 oferuje bardziej klasyczną konstrukcję i dłuższy czas pracy na baterii.